# Aulacodes sinensis
Aulacodes sinensis là một loài bướm đêm trong họ Crambidae.